# Good Without
Good Without is een nummer van de Britse zangeres Mimi Webb uit 2021. Het is de eerste single van haar debuutalbum Seven Shades of Heartbreak.
In "Good Without" zingt de ik-figuur over een relatiebreuk waarin ze moet leren omgaan met het feit dat haar ex met iemand anders bezig is. Het gaat ook over het moment dat ze zelf ontdekt dat zij ook zonder hem kan. Het nummer is gebaseerd op een stukgelopen relatie die Webb zelf heeft gehad. De app TikTok heeft bijgedragen aan de populariteit van het nummer. In het Verenigd Koninkrijk bereikte het nummer de 8e positie. Ook in het Nederlandse taalgebied bereikte het de hitlijsten, maar daar was het minder succesvol dan bij de overzeese buren. In de Nederlandse Top 40 bereikte het nummer een bescheiden 23e positie, en in de Vlaamse Ultratop 50 haalde het de 25e positie.